# سومبررو وولتیائو
سومبررو وولتیائو (به اسپانیایی: sombrero vueltiao؛ به معنای تحت‌اللفظی کلاه لبه‌دار) نام کلاه مردانهٔ بومی کلمبیا است که از صنایع دستی و نمادهای این کشور نیز شمرده می‌شود. این کلاه از گیاهی بومی به نام Gynerium sagittatum که در زبان محلی به نام Caña flecha شناخته می‌شود، و نوعی نیشکر بومی است که تنها در همین کشور رشد می‌کند، ساخته می‌شود. نام این کلاه از دو واژه ساخته شده است: کلمهٔ اول sombrero در اسپانیایی به معنای کلاه است. کلمهٔ دیگر، Vueltiao، به منطقه‌ای از کلمبیا در ناحیهٔ شمالی حوضهٔ کارائیب و مناطق اطراف حوضهٔ رودخانهٔ ماگدالنا گفته می‌شود. البته حدس دیگر برای منشأ این کلمه فعل Vuelta در زبان اسپانیایی است، که به معنای «دور زدن» و «لبه داشتن» است و به دلیل شیوهٔ ساخته شدن کلاه می‌تواند به این نام خوانده شده باشد. کیفیت کلاه هر چه تراکم تار و پودهایش بیشتر باشد و انعطاف‌پذیری و خمش بالاتری داشته باشد، بهتر است.
منشأ این کلاه به قبایل بومی کلمبیا و قوم «زِنو» بازمی‌گردد و پس از دوران استعمار هم کشاورزان محلی از آن استفاده کردند ولی امروزه کاربرد روستایی آن تبدیل به نمادی ملی شده و استفاده از آن در میان تمامی قشرها جامعه رواج یافته است و حتی به یک سوغاتی در این کشور تبدیل شده است. نوازندگان سبک‌های کومبیا و وایناتو در موسیقی کلمبیایی به‌طور سنتی این کلاه را به سر می‌کنند. این نماد کلمبیا توسط صدها شخصیت از جمله پاپ جان پل دوم در سال ۱۹۸۶ میلادی و بیل کلینتون، رئیس‌جمهور سابق آمریکا در ماه اوت ۲۰۰۰ میلادی وقتی به کلمبیا سفر کردند، استفاده شد. بسیاری از سازندگان کلاه هنوز هم از نسل زِنوهای سرخ‌پوست هستند.

## نگارخانه
- بر روی کلاه وولتیائو می‌توان متن هم نوشت
- سومبررو وولتیائو
- گابریل گارسیا مارکز، نویسنده مشهور کلمبیایی و برندهٔ جایزه نوبل، با کلاه سومبررو وولتیائو بر سرش.
- یک کارناوال در بارانکیلا
- پوستر جشنوارهٔ سومبررو وولتیائو
- توچین، توپ مسابقات فوتبال، که در کلمبیا با الهام از این کلاه ساخته شده.
- ناحیهٔ کوردوبا در کلمبیا که خاستگاه این کلاه است.